# Christian González
Christian González, né le 30 août 1976 à Montevideo en Uruguay, est un footballeur international indonésien. Il évolue au poste d'attaquant.

## Biographie

### Carrière en équipe nationale
Christian González joue son premier match en équipe nationale le 21 novembre 2010 lors d'un match amical contre le Timor oriental, où il marque un doublé durant cette rencontre (victoire 6-0).
Au total, il compte 29 sélections officielles et 12 buts en équipe d'Indonésie depuis 2010.

## Palmarès

### En club
- Avec le Persik Kediri :
  - Champion d'Indonésie en 2006

### Distinctions personnelles
- Meilleur buteur du Championnat d'Indonésie en 2005 (25 buts), 2006 (29 buts), 2007 (32 buts) et 2009 (28 buts)

## Statistiques

### Buts en sélection
Le tableau suivant liste les résultats de tous les buts inscrits par Christian González avec l'équipe d'Indonésie.